# 짝자래나무
짝자래나무(Rhamnus yoshinoi)는 갈매나무과의 잎 지는 떨기나무이다.
한국에서는 충청남도와 경기도를 제외한 전국 산의 바위 틈이나 하천 유역에 난다. 가지 끝이 대개 가시로 변한다. 잎은 어긋나며 타원형이거나 타원상 도란형, 끝이 둔하게 뾰족하고, 길이 3-8cm이다. 뒷면 맥에 털이 있다가 없어지며, 가장자리에 둔한 톱니가 있다. 꽃은 암수딴그루로 황록색이며, 잎겨드랑이에 1-3송이씩 달린다. 열매는 핵과이고, 넓은 도란상 원형이며 밑에 구멍이 있다. 털갈매나무에 비해 잎이 좁고 껍질은 염료용으로 쓰인다.